# Fue mejor
Fue mejor è un singolo delle cantanti statunitensi Kali Uchis e SZA, pubblicato il 29 settembre 2021 come secondo estratto dall'edizione deluxe del secondo album in studio di Uchis Sin miedo (del amor y otros demonios).
Si tratta di una rivisitazione dell'omonimo brano di Uchis, che originariamente aveva eseguito insieme al rapper PartyNextDoor.